# Stygnopsis valida
Stygnopsis valida is een hooiwagen uit de familie Stygnopsidae.